# Vladimír Kučera (vědec)
Vladimír Kučera (* 27. prosince 1943 Praha) je český vědec. Je zástupcem ředitele Českého institutu informatiky, robotiky a kybernetiky (CIIRC) Českého vysokého učení technického v Praze a emeritním vědeckým pracovníkem Akademie věd České republiky.

## Život a dílo
Profesor Vladimír Kučera absolvoval Fakultu elektrotechnickou ČVUT v roce 1966, vědecké hodnosti získal v ČSAV v letech 1970 a 1979. Habilitoval se na ČVUT v roce 1993, profesorem byl jmenován v roce 1996.
Působil jako ředitel Ústavu teorie informace a automatizace AV ČR (1990–1998) a zasloužil se o transformaci ústavu v moderní výzkumnou instituci s pevným místem v mezinárodní vědecké komunitě.
V následujících letech 1999–2000 byl vedoucím katedry řídicí techniky Fakulty elektrotechnické ČVUT, v letech 2000–2006 byl děkanem Fakulty elektrotechnické, v letech 2007–2015 byl ředitelem Masarykova ústavu vyšších studií ČVUT a v současné době[kdy?] je vědeckou osobností a zástupcem ředitele Českého institutu informatiky, robotiky a kybernetiky ČVUT.
Prof. Kučera pracuje v oboru teorie systémů a automatického řízení. Působil na mnoha evropských, amerických, asijských a australských univerzitách. Je zakladatelem české vědecké školy lineárních systémů automatického řízení. Jeho nejznámější výsledek je parametrizace všech regulátorů, které stabilizují danou soustavu, ve světě známá pod názvem Youla-Kučerova parametrizace. V poslední době vyřešil dlouho otevřený problém teorie systémů – eliminaci vnitřních vazeb ve složitých systémech s mnoha vstupy a mnoha výstupy.
Je autorem či spoluautorem čtyř knih (Academia, Wiley, Prentice–Hall, Springer) a více než 300 časopiseckých a konferenčních článků. Jeho práce jsou hojně citovány a využívány; Google Scholar uvádí 7700 citací a h-index 38.
Pracuje v mezinárodních organizacích, poradních sborech a redakčních radách odborných časopisů. V letech 2002–2005 byl prezidentem Mezinárodní federace automatického řízení (IFAC) a předsedal světovému kongresu v Praze v roce 2005. V roce 1996 se stal historicky prvním Fellow Institutu elektrotechnických a elektronických inženýrů (IEEE) v České republice/Československu. Pracoval jako člen rady Evropské asociace automatického řízení (2003–2010), člen poradního sboru komisaře Evropské komise pro informační technologie (2003–2007), člen komise pro výběr Evropské ceny za informační a komunikační technologie (1998–2007), člen odborné komise pro vědy neživé přírody a inženýrství Rady pro výzkum a vývoj (2003–2010) a také jako člen Akreditační komise (1996–2000).
Za své vědecké úspěchy prof. Kučera získal Cenu ČSAV (1973), Národní cenu ČR (1989) a Cenu časopisu Automatica/Elsevier (1990). Je čestným profesorem Northeastern University v Šen-jangu (1996) a obdržel čestné doktoráty na Université Paul Sabatier v Toulouse (2003) a Université Henri Poincaré v Nancy (2005). Je nositelem francouzského vyznamenání Rytíř řádu akademických palem (2006). Je laureátem Národní ceny vlády Česká hlava (2021).

## Členství a funkce
- Profesor Českého vysokého učení technického od roku 1996
- Zástupce ředitele Českého institutu informatiky, robotiky a kybernetiky ČVUT od roku 2015
- Člen Rady pro vnitřní hodnocení ČVUT od roku 2018
- Ředitel Masarykova ústavu vyšších studií ČVUT (2007–2015)
- Děkan Fakulty elektrotechnické ČVUT (2000–2006)
- Vedoucí katedry řídicí techniky Fakulty elektrotechnické ČVUT (1999–2000)
- Ředitel Ústavu teorie informace a automatizace AV ČR (1990–1996)
- Zakládající člen Inženýrské akademie ČR a její viceprezident (1999–2006)
- Prezident Mezinárodní federace automatického řízení (2002–2005)
- Emeritní vědecký pracovník AV ČR od roku 2018
- Life Fellow Institutu elektrotechnických a elektronických inženýrů od roku 2017